# Zławieś Wielka
Zławieś Wielka è un comune rurale polacco del distretto di Toruń, nel voivodato della Cuiavia-Pomerania.
Ricopre una superficie di 177,53 km² e nel 2004 contava 11 022 abitanti.